# Relations entre la Grèce et la Serbie
Cet article décrit les relations entre la Grèce et la Serbie. Avec la Russie, la Grèce est l'un des pays avec lesquels la Serbie entretient les meilleurs rapports. Cela s'explique notamment par la proximité religieuse liée à la pratique de l'Orthodoxie.

## Histoire
Au VIe siècle, les Grecs byzantins demandent aux Serbes qui vivaient en Serbie blanche, au sud de l'ex-Allemagne de l'Est, de venir s'installer dans la péninsule balkanique pour les aider dans leur lutte contre les Avars. À la suite des succès remportés par les Serbes, ces populations s'installent ensuite dans l'actuel Monténégro et en Herzégovine. Au IXe siècle, ce sont les Grecs byzantins qui convertissent les Serbes au christianisme[réf. nécessaire].
Par la suite, les relations entre l'État serbe médiéval et l'Empire byzantin deviennent plus tendues[réf. nécessaire]. L'arrivée des Ottomans permet de rendre les relations plus apaisées. À la suite de l'occupation des territoires byzantins, des centaines de milliers de Grecs[réf. nécessaire] viennent s'installer en Serbie. En 1453, après la chute de Smederevo et l'occupation de la Serbie, Serbes et grecs se retrouvent tous sous la domination turque, et cela jusqu'aux guerres de libération du XIXe siècle, obtenant les premiers leur autonomie ou leur indépendance vis-à-vis de la Sublime Porte[réf. nécessaire].

## Ambassades
La Grèce dispose d'une ambassade à Belgrade, située 33 rue Francuska ; en septembre 2013, l'ambassadeur de Grèce en Serbie était Demosthenes Stoidis ; l'ambassade en Serbie gère aussi un bureau de liaison à Pristina. Réciproquement, la Serbie entretient une ambassade à Athènes ; à la même période, l'ambassadeur de Serbie en Grèce était Dragan Županjevac ; un consulat général est établi à Thessalonique.